# Мату-Гросу-ду-Сул
Ма́ту-Гро́су-ду-Сул (порт. Mato Grosso do Sul) — штат на юго-западе Бразилии. Административный центр — город Кампу-Гранди.
Соседними бразильскими штатами являются (с севера по часовой стрелке): Мату-Гросу, Гояс, Минас-Жерайс, Сан-Паулу и Парана. Кроме того, на западе Мату-Гросу-ду-Сул граничит с Парагваем и Боливией.

## Этимология
Название штата в переводе с португальского буквально означает «Южное густолесье», название штат унаследовал от своего северного соседа Мату-Гросу, частью которого он был до 1970-х годов. Не редкость, когда люди путают Мату-Гросу-ду-Сул и Мату-Гросу.

## География

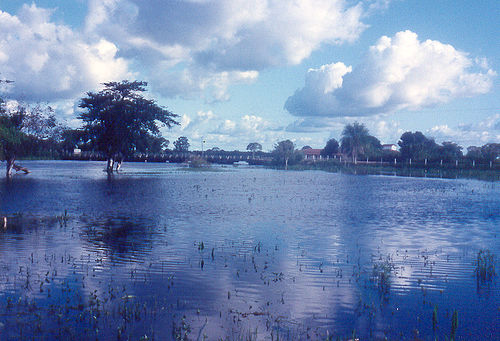
Типичный Пантанал.

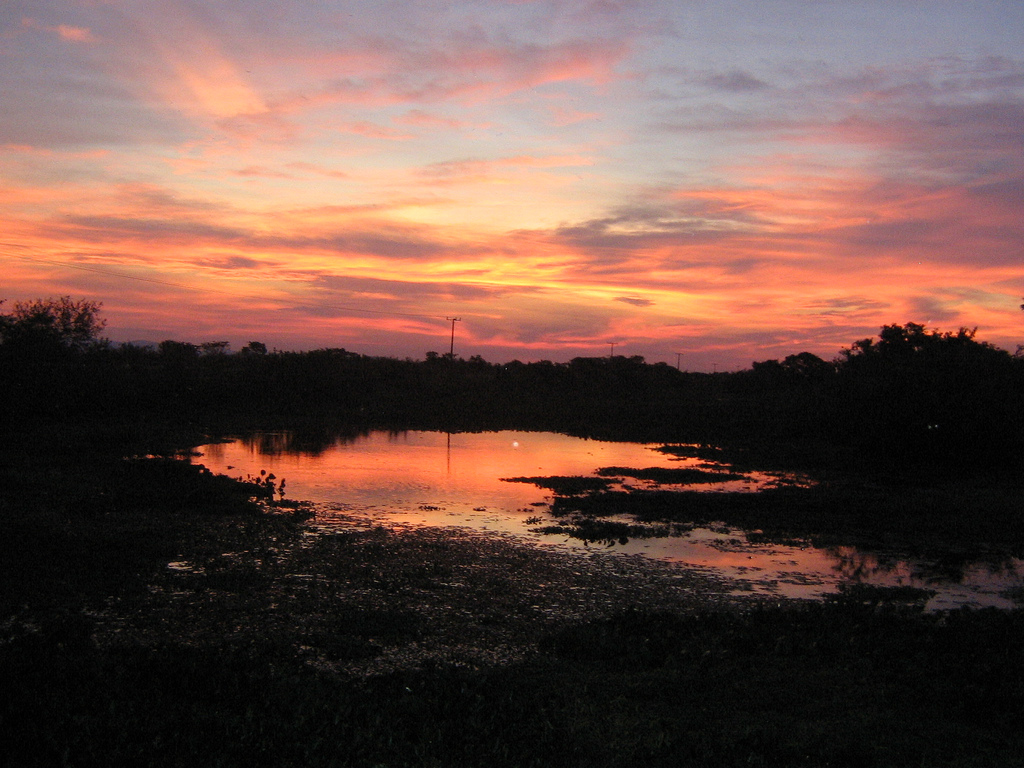
Закат в Пантанале.

Усечённый на юге от тропика Козерога, Мату-Гросу-ду-Сул, как правило, имеет теплый и влажный климат, а также по нему проходят многочисленные притоки реки Парана.

### Климат
Мату-Гросу-ду-Сул имеет влажный субтропический и тропический климат. Годовой объём осадков составляет 1500 мм. Январь — самый теплый месяц со средним максимумом 34 °C и минимумом 24 °C и многочисленными дождями, а в июле появляется холодная температура со средним максимумом 25 °C и минимумом 15 °C и солнечной погодой.

### Растительность
Пейзаж серрадо характеризуется широкими образованиями саванны, осаждённой галереей лесов и долинами ручьёв. Серрадо включает в себя различные типы растительности. Влажный поля и «Бурити» пути там, где грунтовые воды залегают вблизи поверхности. Горные пастбища расположены на больших высотах и мезофильных лесах на более плодородных почвах. Деревья в серрадо имеют характерные ветвистые стволы, покрытые толстой корой и листьями, которые, как правило, широкие и жесткие. Многие травянистые растения имеют обширные корни для хранения воды и питательных веществ. Толстая кора и корни растения служат в качестве защиты от периодических пожаров, которые разрушают пейзаж серрадо. Толстая кора и корни растения способны защитить растения от уничтожения и сделать их способными к прорастанию после пожара. Мату-Гросу-ду-Сул находится в западной Бразилии, регион в основном занят внутренними болотами Пантанала. Самое высокое место находится на высоте 1065 метров и называется Морро-Гранде.

## История
Штат Мату-Гросу-ду-Сул был создан в 1977 году путём деления штата Мату-Гросу. Его статус как штата вошёл в полную силу через два года 1 января 1979 года.

## Население

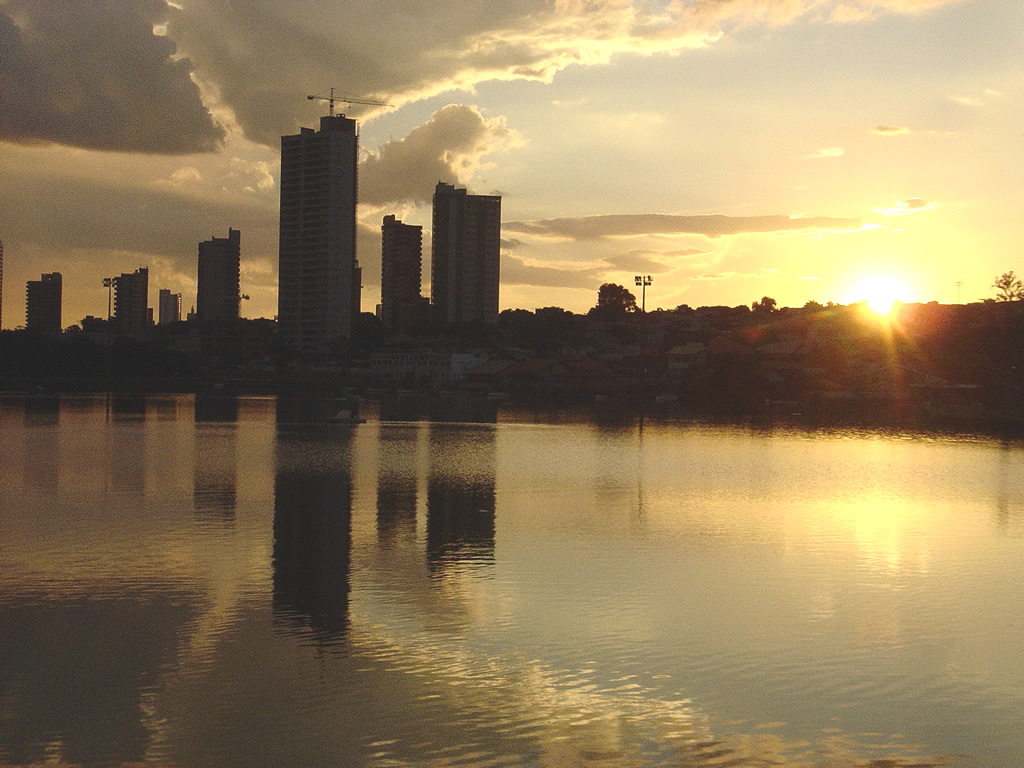
Кампу-Гранде.

## Демография
Согласно сведениям, собранным в ходе переписи 2010 г. Национальным институтом географии и статистики (IBGE), население штата составляет:
| Полное население                       | Полное население                       | Полное население                       | Полное население                       | 2 449 024 |
| -------------------------------------- | -------------------------------------- | -------------------------------------- | -------------------------------------- | --------- |
| в том числе:                           | Городское население                    | 2 097 238                              | Процент городского населения, %        | 85,64     |
|                                        | Сельское население                     | 351 786                                | Процент сельского населения, %         | 14,36     |
|                                        | Мужское население                      | 1 219 928                              | Процент мужского населения, %          | 49,81     |
|                                        | Женское население                      | 1 229 096                              | Процент женского населения, %          | 50,19     |
| Плотность населения, чел/км²           | Плотность населения, чел/км²           | Плотность населения, чел/км²           | Плотность населения, чел/км²           | 6,86      |
| Население штата в % к населению страны | Население штата в % к населению страны | Население штата в % к населению страны | Население штата в % к населению страны | 1,28      |

Урбанизация: 84,7 % (2006); Рост численности населения: 1,7 % (1991—2000 годы); дома: 689 000 (2006).
Последнее ОВОДХ (Национальное выборочного обследования домашних хозяйств) переписи населения показали следующие цифры: 1 157 000 светлокожих (48,78 %), 1 056 000 людей, занимающих промежуточное место среди темно- и светлокожих (44,51 %), 122 000 темнокожих (5,15 %), 20 000 индейцев (0,84 %), 15 000 азиатов (0,64 %). В районах Серрадо, главным образом в южной, центральной и восточной частях, есть преобладание южных бразильских фермеров, немецкого и итальянского происхождения.

## Административное устройство
Административно штата разделён на 4 мезорегиона и 11 микрорегионов. В штате — 79 муниципалитетов.

## Экономика
Экономика штата в значительной степени ориентирована на сельское хозяйство и скотоводство. Сектор услуг является крупнейшим компонентом ВВП (46,1 %), далее следует промышленный сектор (22,7 %). Сельское хозяйство представляет собой 31,2 % от ВВП (2004). Мату-Гросу-ду-Сул экспортирует сою (34,9 %), свинину и курицу (20,9 %), говядину (13,7 %), руду (8 %), кожу (7,4 %), древесину (5,1 %) (2002). Доля в бразильской экономике: 1 % (2005).

## Интересные факты
Транспортных средств в Мату-Гросу-ду-Сул: 835 259 (июнь 2009); мобильных телефонов: 2 407 000 (июль 2009); телефонов: 471 000 (апрель 2007); городов: 78 (2007).

## Туризм и отдых

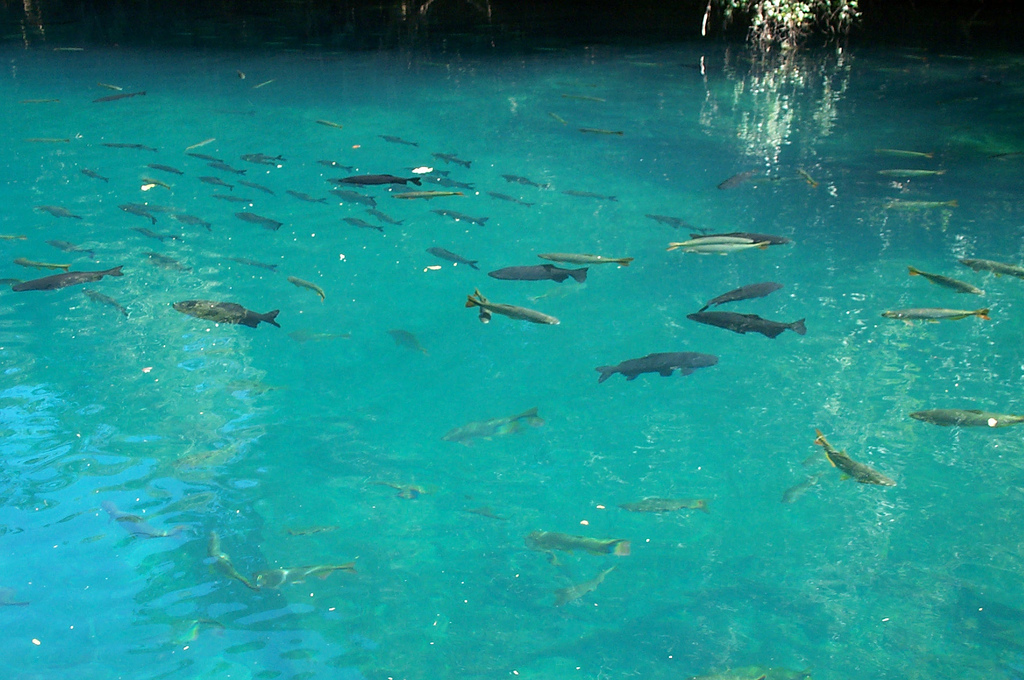
Рио-да-Прата (Река Серебра).

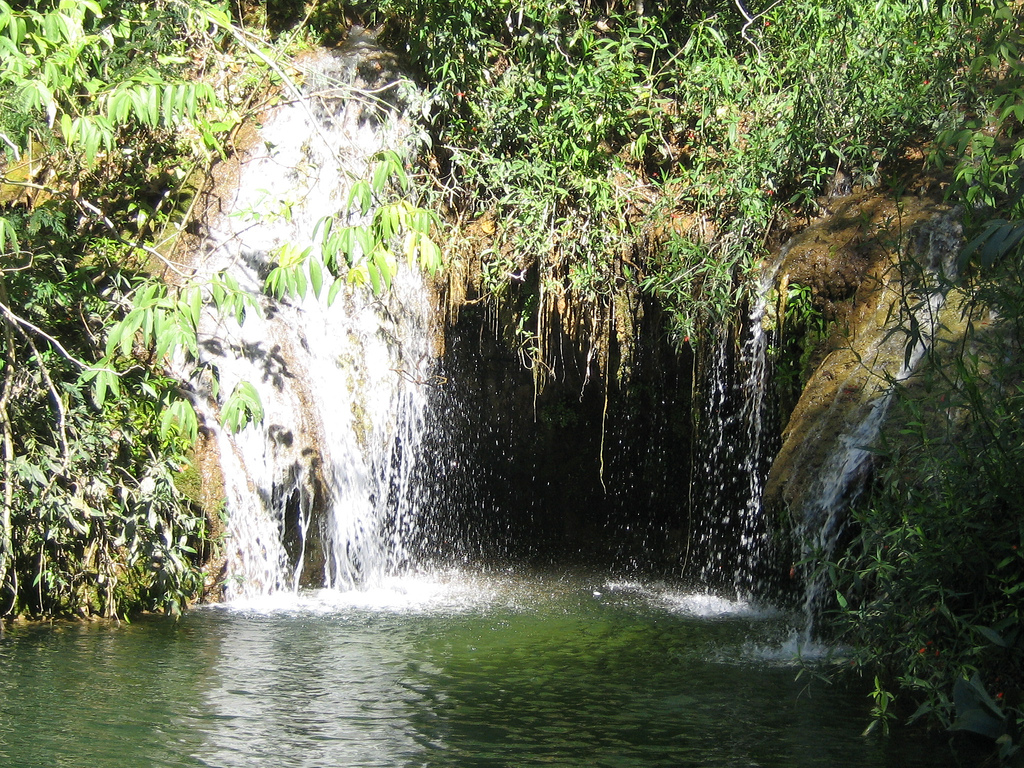
Водопад в Бонито.

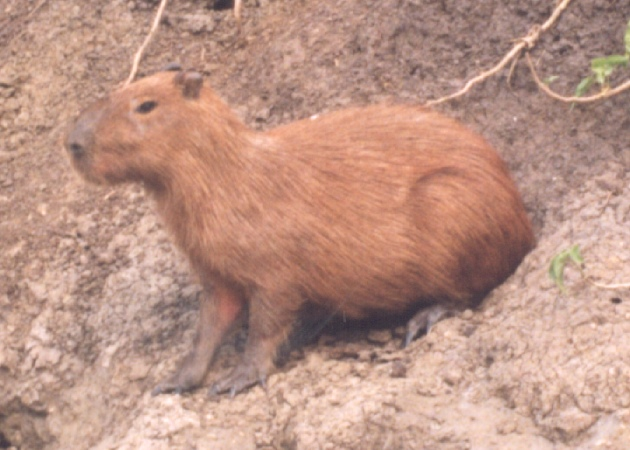
Капибара в Пантанале.

Штат также славится своими природными красотами и основным местом для внутреннего и внешнего туризма. Низменности Пантанала покрывают 12 муниципалитетов и представляют собой огромное разнообразие флоры и фауны, леса, природные отмели, саванны открытых пастбищ, полей и кустарников.

### Бонито
Город Бонито, на горе Бодокена, имеет доисторические пещеры, природные реки, водопады, бассейны и пещеры Голубое Озеро. Большая концентрация извести в почве в районе, где находится Бонито, отвечает за прозрачность воды и наличие широкого круга геологических формаций. Лучший способ оценить местные природные особенности — приключенческие туры. Наиболее популярные виды деятельности включают в себя погружения в пещеры, наблюдения за подводной фауной и ходьба в лесу.

### Южный Пантанал
Пантанал по праву является экологическим раем в центре Бразилии. Это самая крупная затопленная низменность на планете, и третий крупнейший экологический заповедник в мире. Его экологическое значение огромно, так как он является домом для одной из самых богатых экосистем, когда-либо обнаруженных на сегодняшний день. Он показывает наибольшую концентрацию нео-тропической фауны, в том числе некоторых исчезающих видов — млекопитающих, рептилий и рыб. Южный Пантанал также является средой обитания для огромного разнообразия местных птиц, а также местом для миграции из других районов Северной и Южной Америки. Пантанал является одним из лучших мест в Бразилии для флоры и фауны, наблюдения и рыбалки. Рыбалка разрешается только с марта по октябрь. Южный Пантанал имеет общую площадь 230 000 км², охватывая 12 поселков в штатах Мату-Гросу и Мату-Гросу-ду-Сул. Пантанал настолько многообразен, что исследователи разделили его на субрегионы. Каждый «Пантанал» — Южный и Северный — имеет свои природные особенности, виды деятельности и своё время для посещения.

## Инфраструктура

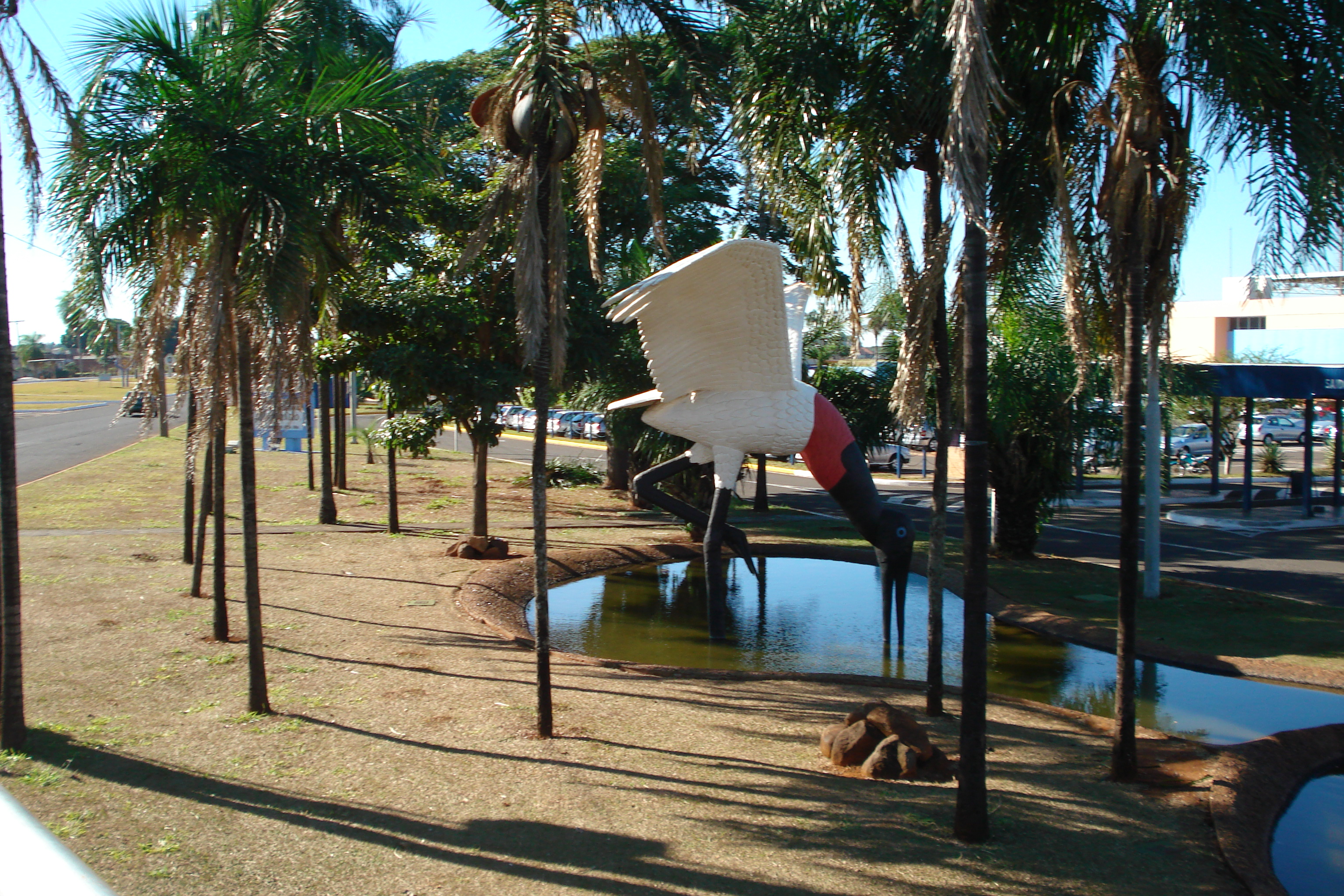
Международный аэропорт Кампу-Гранде.

### Аэропорты

#### Международные аэропорты
- Кампу-Гранди. Операции международного аэропорта Кампу-Гранде совершаются совместно с воздушной базой Кампу-Гранди. Аэропорт имеет две взлетно-посадочные полосы. Строительство основной взлетно-посадочной полосы, сделанной из бетона, началось в 1950 году и было закончено в 1953 году. Пассажирский терминал был закончен в 1964 году. Аэропорт находится под управлением Infraero с 1975 года.
- Корумба. Международный аэропорт Корумба находится всего в 3 км (1,86 мили) от центра города. Он был открыт 21 сентября 1960 в юбилей города. Построенный на земельном участке площадью 290 га и расположенный на высоте 140 метров над уровнем моря, он имеет взлетно-посадочную полосу из асфальта. Международный аэропорт Корумба находится под управлением Infraero с февраля 1975 года.
- Понта Поран. Международный аэропорт Понта Пора также находится под управлением Infraero.

#### Другие аэропорты
- Региональный аэропорт Дорадус
- Аэропорт Бонито

### Трассы

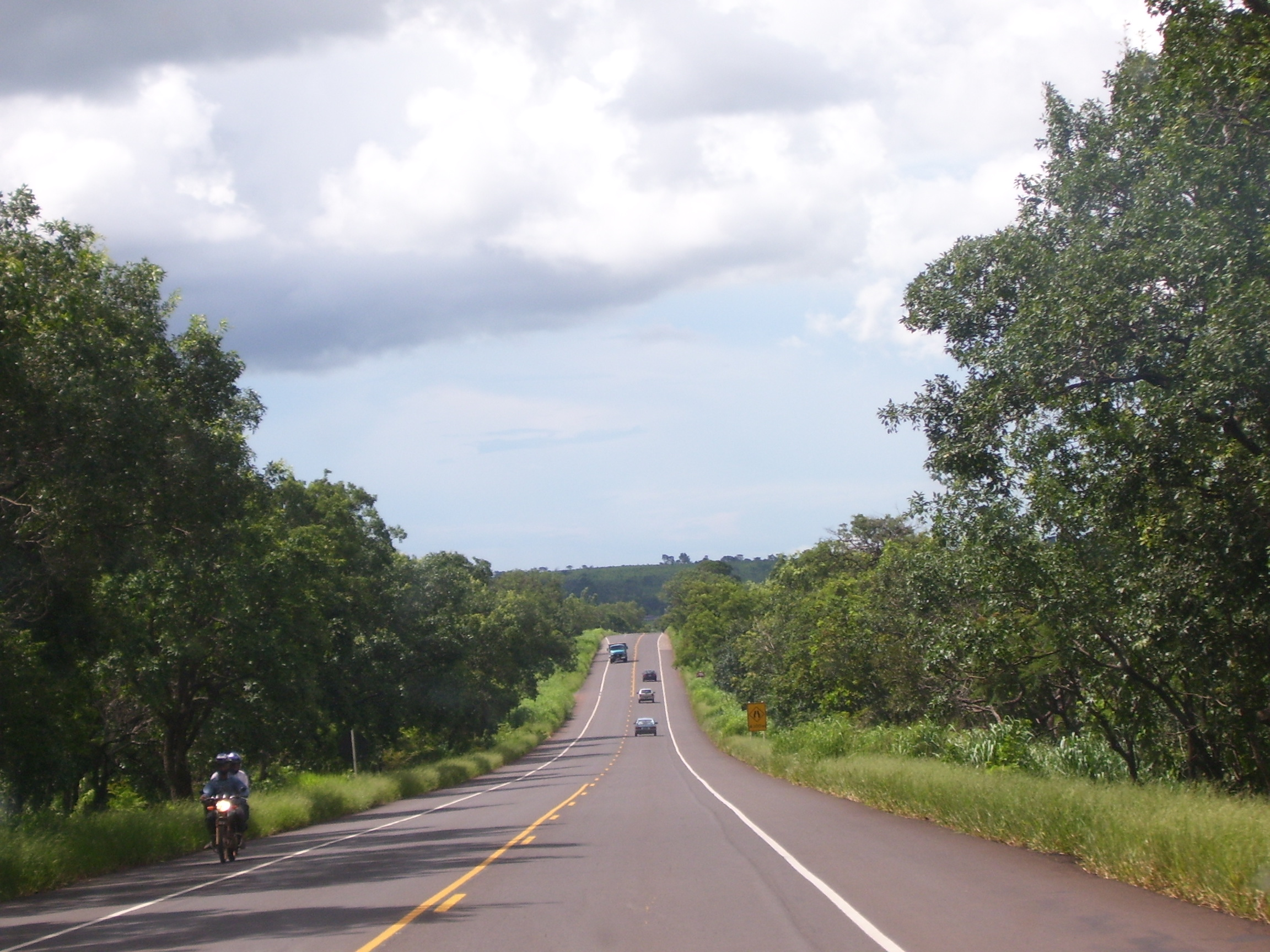
Трасса BR-267 в Мату-Гросу-ду-Сул.

- BR-060
- BR-158
- BR-163
- BR-267
- BR-262
- BR-359
- BR-454
- BR-419
- BR-487

## Культура

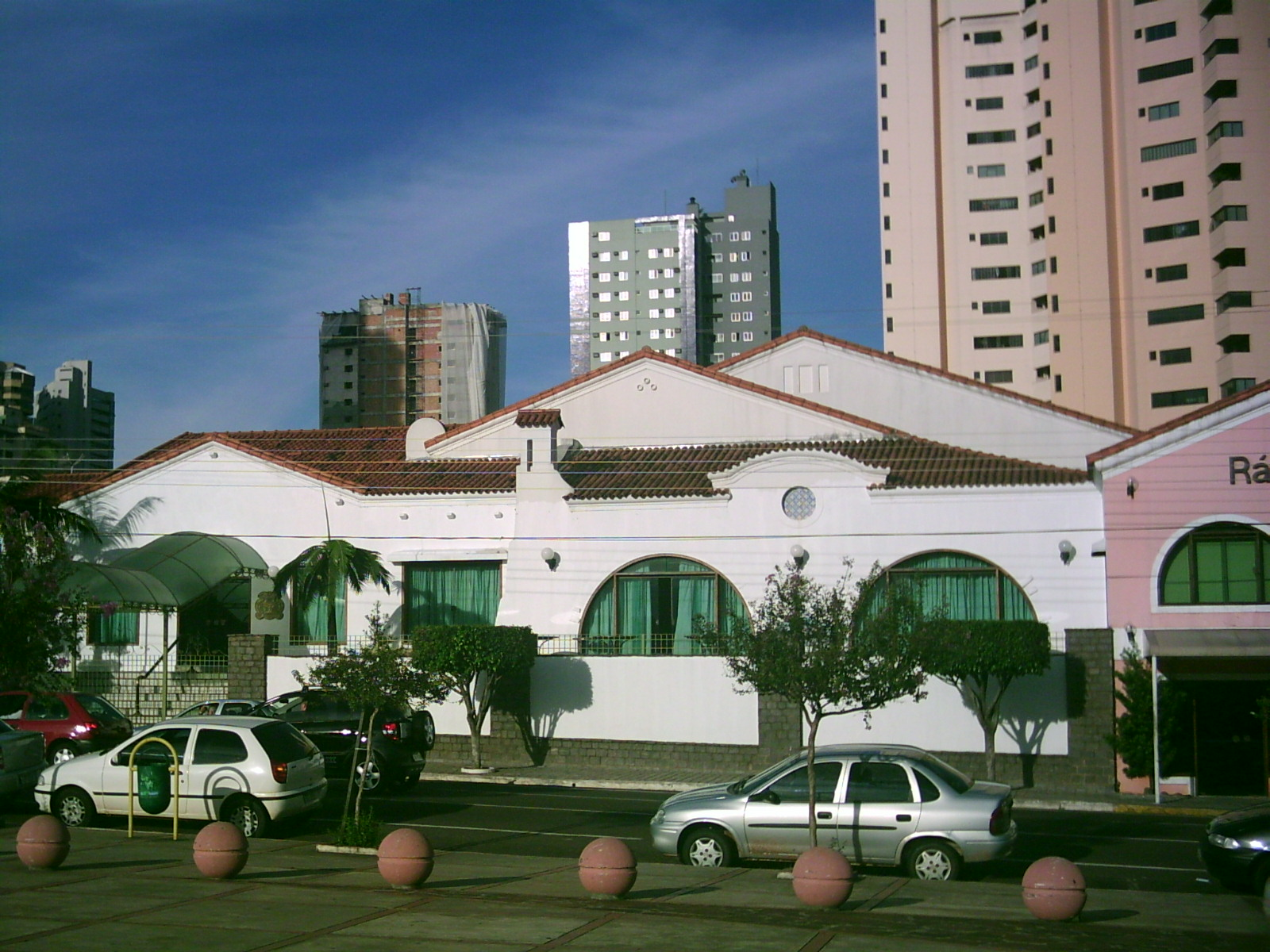
Кинофестиваль в Кампу-Гранди.

### Кинофестиваль в Кампу-Гранди
Это кинофестиваль проходит ежегодно в январе и феврале. Он был организован в 2004 году. Он сосредоточен на независимом кинотеатре, представляющем бразильские и зарубежные фильмы. В нём также представлены региональные и короткометражные фильмы.

### Зимний фестиваль Бонито
«Festival de Inverno de Bonito» (Зимний фестиваль Бонито) проводится каждый год в июле и августе в течение недели. Он представляет собой музыкальные представления и видео об экологии, театр, фольклор и мелкие художественные выставки.

### Пантанал Микарета
Крупнейшим событием Акидауаны является Пантанал Микарета, который привлекает тысячи туристов ежегодно.

## Образование

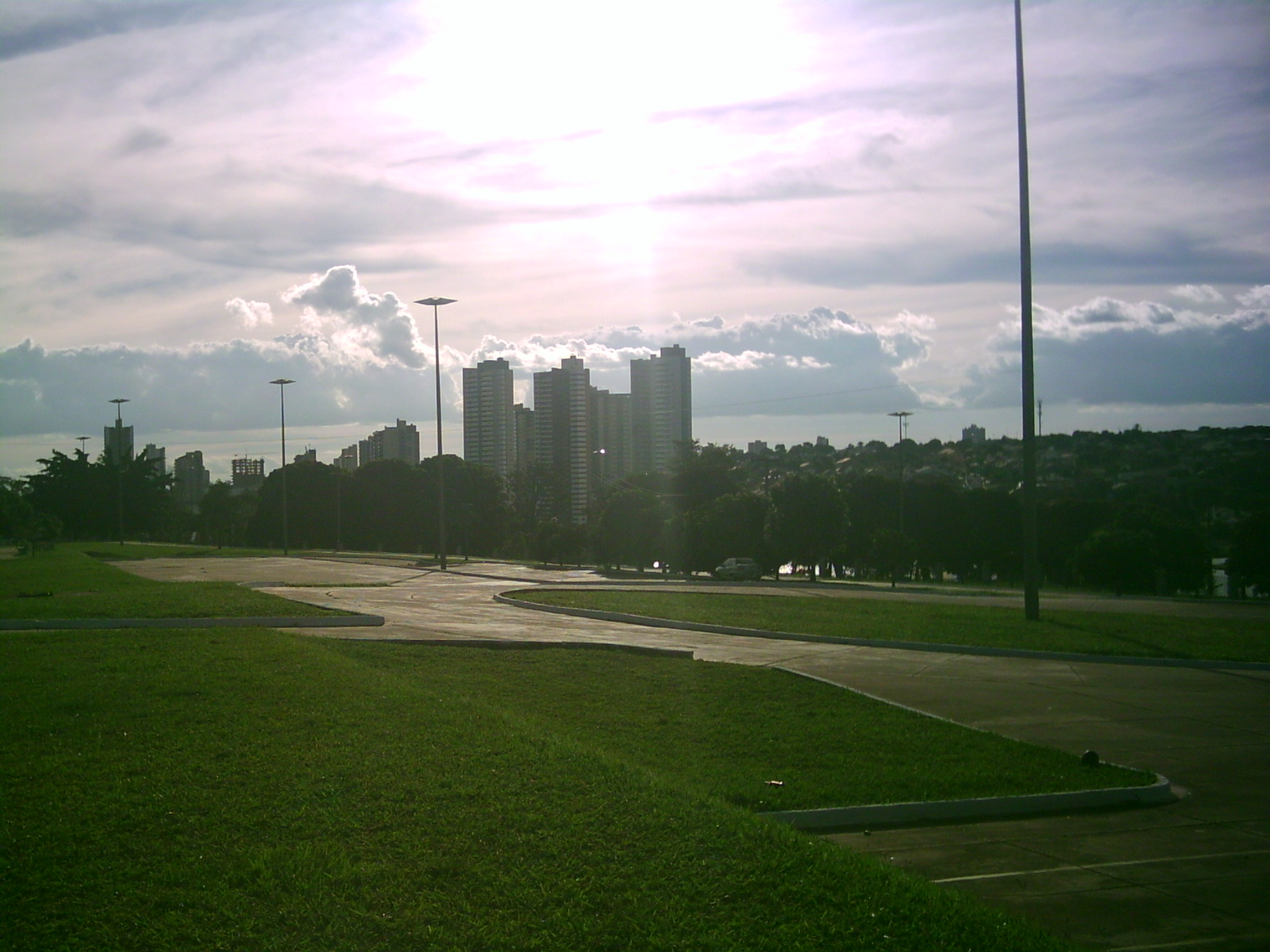
Кампу-Гранди — главный образовательный центр штата.

Португальский является официальным государственным языком, и поэтому основной язык преподается в школах. Но английский и испанский языки являются частью официальной программы среднего школьного образования.

### Учебные заведения
- Федеральный университет Мату-Гросу-ду-Сул (UFMS);
- Государственный университет штата Мату-Гросу-ду-Сул (UEMS);
- Федеральный университет да Гранде Дорадус (UFGD);
- Католический университет Дома Боско (UCDB);
- Университет развития государства и области Пантанал (Uniderp).

## Спорт
Кампу-Гранди был одним из 18 претендентов на проведение чемпионата мира по футболу 2014 года, который состоится в Бразилии. Оно не попало в список 5 городов, выбывших из кандидатов, так как Масейо забрал свою заявку до окончания процесса.

## Флаг
Флаг Мату-Гросу-ду-Сул был разработан Мауро Майклом Мунхозом. Белая полоса делит в левом верхнем углу зелёное и голубое с жёлтой звездой пространства. Белый цвет символизирует надежду, зелёный намёк на богатую флору государства, синий огромное небо, а жёлтая звезда добавляет баланс, силу и спокойствие.